# Sihanoukville

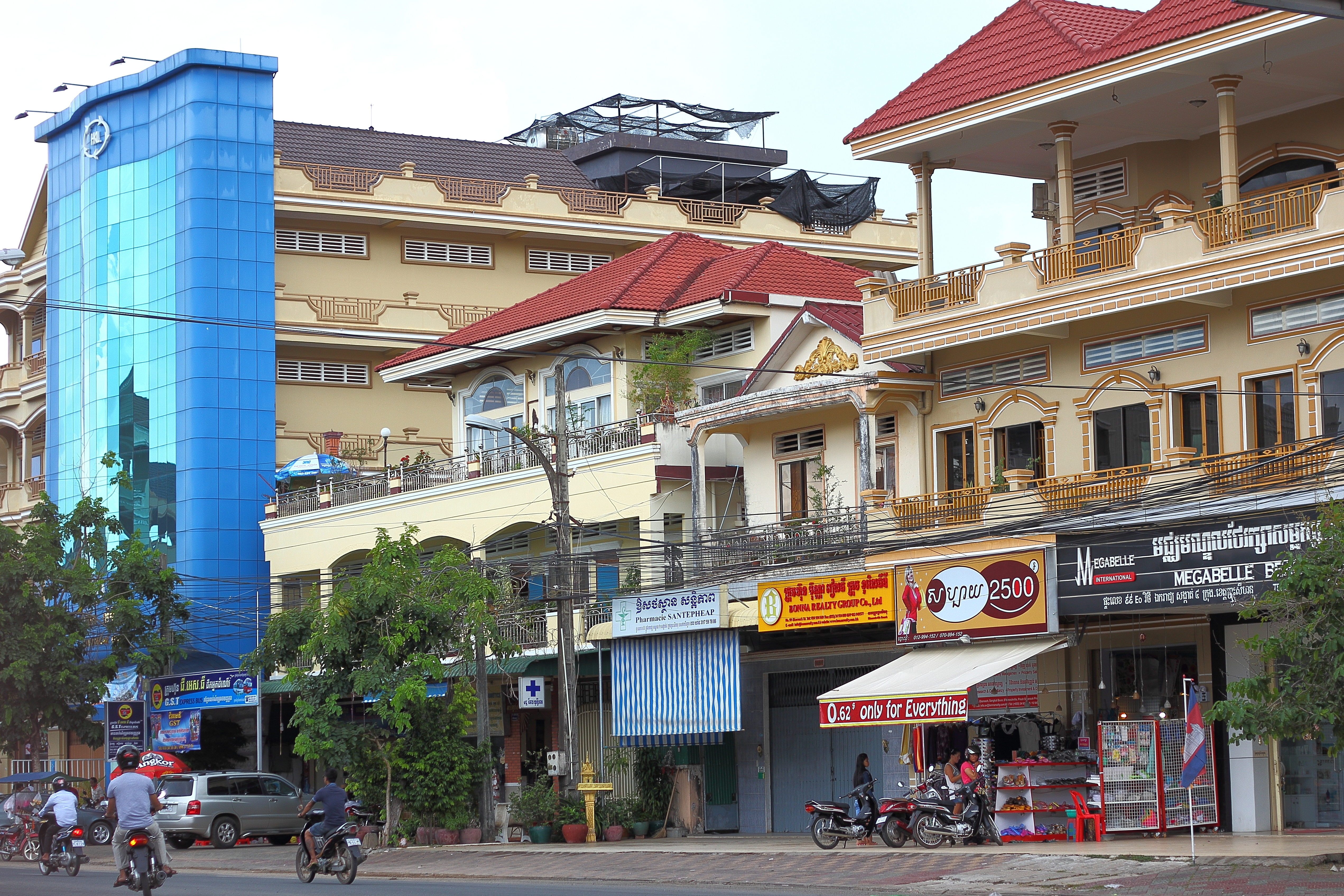
Sihanoukville

Sihanoukville, (ក្រុងព្រះសីហនុ) anche conosciuta come Kampong Som o Kampong Saom, è una città portuale nella Cambogia meridionale, affacciata sul golfo del Siam.

## Storia
La città fu fondata nel 1964 per diventare presto il più importante porto marittimo della Cambogia. Ha assunto l'attuale nome sotto il re Norodom Sihanouk. Le sue spiagge sono una popolare destinazione turistica. Nel 2006 ci sono stati circa 320.000 turisti, il 30% in più di quelli che sono arrivati nel 2005.

## Infrastrutture e trasporti
La città è collegata al resto del paese tramite la strada nazionale 4 e dalla ferrovia Phnom Penh-Sihanoukville. L'Aeroporto Internazionale di Sihanoukville si trova a circa 17 km dal centro. I voli fra Sihanoukville e Siem Reap permettono l'arrivo di turisti diretti non solo ai templi di Angkor Wat (vicino a Siem Reap), ma anche alle spiagge a cui si può giungere più facilmente.

## Amministrazione

### Gemellaggi
- Seattle
- Miami